# Tinnsjå
Le Tinnsjå, Tinnsjø ou encore Tinnsjøen (forme définie « Le lac de Tinn »), est un lac glaciaire de Norvège qui s'étend sur 95,47 km du nord-ouest au sud dans les municipalités de Tinn et Notodden, comté de Telemark.

## Géographie
Le Tinnsjå est le troisième lac de Norvège par sa profondeur maximale (avec 460 m, après le Salvatnet et le Hornindalsvatn ; c'est aussi le quatrième d'Europe et le 21° du monde ;
il est le sixième lac de Norvège par son volume d'eau (9,71  milliards de m3) et le vingtième par son étendue (51,43 km2). 

Les îles Vesleøy et Langøy se trouvent dans sa partie sud.

Son affluent principal est la Måna, qui arrive du lac Møsvatnet à l'ouest  par Rjukan, Miland et Mæl ; au nord il reçoit la rivière Mår issue des lacs Mår, Gøystavatnet et Kalhovdfjorden.

À son extrémité sud, barrée à l'origine par la moraine de Tinn (Tinnos, aujourd'hui complétée par un barrage hydroélectrique), il donne naissance  à la rivière Tinn (Tinnelv), laquelle se jette ensuite dans le Heddalsvatten.

Le Tinnsjå, ses affluents et son émissaire appartiennent au bassin de la rivière de Skien (Skienselva), laquelle se jette dans le Skagerrak au Frierfjord près de Porsgrunn.
Un bateau assure une liaison régulière sur le Tinnsjå, entre Mæl à l'embouchure de la Måna et Tinnoset à l'extrémité sud, au départ de la Tinn.

## Localités sur le Tinnsjå

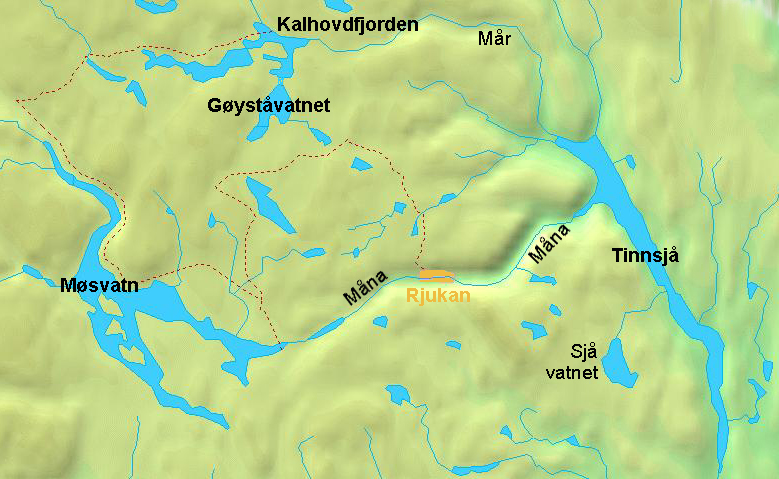
Tinnsjå

- Atrå sur la Gøyst
- Atrå brygge à Sigurdsrud
- Austbygd
- Hovin
- Feten
- Mæl
- Tinn

## Histoire
Le 20 février 1944, pendant la Seconde Guerre mondiale, le bateau transbordeur « D/F Hydro », porteur d'une cargaison de 16 tonnes d'eau lourde produite à l'usine Norsk Hydro de Vemork près de Rjukan, y a été coulé par la résistance norvégienne. Cette action constitue la dernière opération de la bataille de l'eau lourde.

L'épave a été repérée en 1993 à 400 m de fond par des plongeurs de Notodden, et de nouveau examinée en 2004 par une équipe de cinéastes américains pour le programme de vulgarisation scientifique Nova ; outre des images, celle-ci y a aussi prélevé des échantillons enrichis en eau lourde.
En avril 2005, une nouvelle équipe de cinéastes a découvert, nageant près du fond du lac Tinnsjå à la profondeur de 430 m, une espèce inconnue de poisson, translucide, d'une quinzaine de centimètres de longueur, et qui semblait n'avoir pas de vessie natatoire.